# Städteexpress

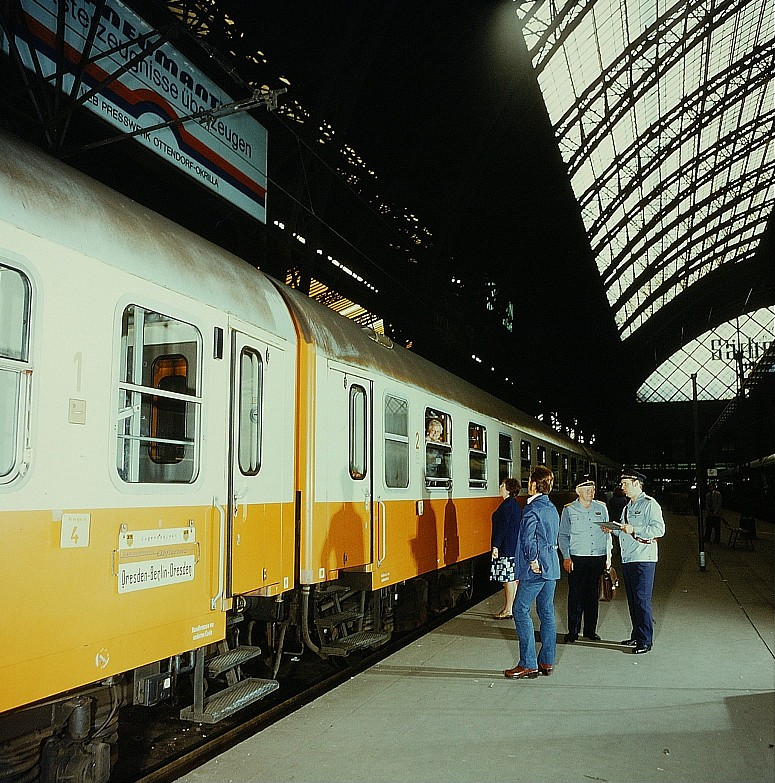
Städteexpress „Elbflorenz“ im Dresdner Hauptbahnhof (vermutlich 1976)

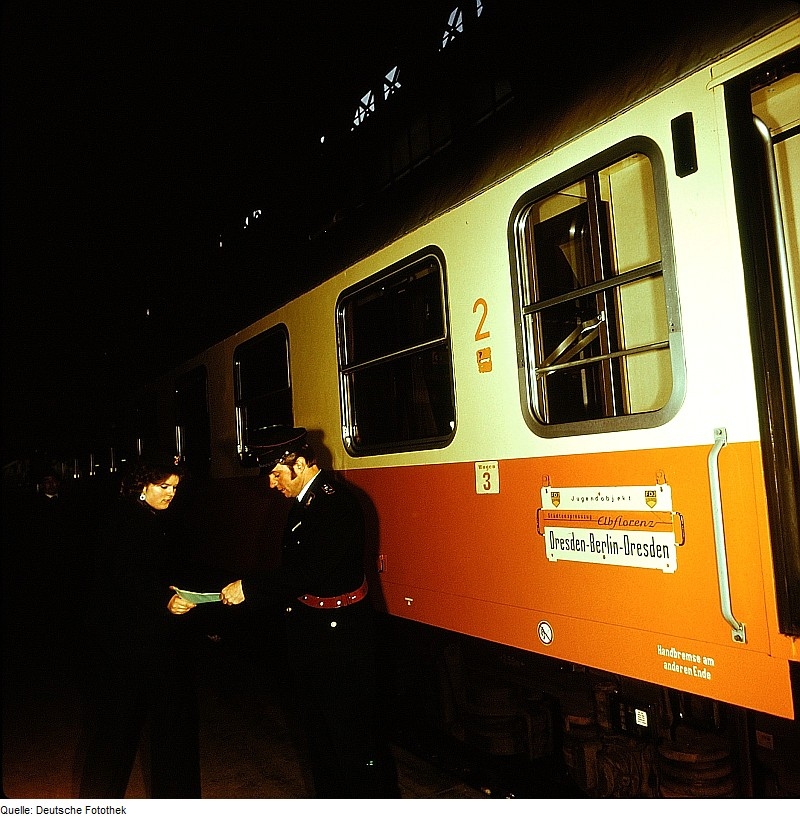
Städteexpress „Elbflorenz“ als FDJ-Jugendobjekt (vermutlich 1976)

Städteexpress (Zugnummer mit vorangestelltem Ex) war bis 1991 die höchstwertige Zuggattung der Deutschen Reichsbahn (DR). Städteexpresszüge dienten, wie auch die Züge des Städteschnellverkehrs, dem Verkehr zwischen Ost-Berlin und den wichtigsten Städten der DDR. Dazu zählten mit Ausnahme von Frankfurt (Oder), Neubrandenburg und Cottbus alle Bezirksstädte. Hinzu kamen Zwickau und Meiningen.

## Geschichte
Im Oktober 1960 führte die DR einen Städteschnellverkehr ein, der jeweils morgens und abends die meisten Bezirkshauptstädte mit Ost-Berlin  verband und wenige Unterwegshalte aufwies. Diese Züge waren als normale Schnellzüge klassifiziert (Zugnummer mit vorangestelltem D) und fuhren meist täglich. In den 1970er Jahren war eine Verbesserung vor allem des Geschäfts- und Funktionärsreiseverkehrs von und nach Ost-Berlin als Hauptstadt dringend vonnöten. Es fehlte jedoch an ausreichendem Wagenmaterial, um den Verkehr bewältigen zu können. Der Export von Wagenmaterial in die RGW-Staaten genoss Priorität vor der Deckung des inländischen Bedarfes. Durch Zufall gelangte das nötige Wagenmaterial in den Bestand der DR.
Die Tschechoslowakische Staatsbahn (ČSD) konnte im Jahre 1976 eine Serie von Y/B-70-Wagen 1. Klasse aus finanziellen Gründen nicht abnehmen. Die DR übernahm dann diese 103 Wagen aus Bautzener Produktion. Damit konnte mit dem „Rennsteig“ von Meiningen nach Berlin am 25. Oktober 1976 der Städteexpress eingeführt werden. Üblicherweise fuhren die Züge frühmorgens von den Bezirkshauptstädten nach Berlin und am Nachmittag wieder zurück. Aufgrund des kleinen Wagenparks und des stark ausgelastenen Schienennetzes in der DDR konnte nur ein Zugpaar pro Tag und Relation angeboten werden. Die Städteexpresszüge fuhren nur montags bis freitags, sie ersetzten teilweise die Verbindungen des Städteschnellverkehrs. Einige dieser Züge blieben jedoch auch nach Einführung des neuen Angebots bestehen.
Der Städteexpress unterschied sich farblich von den sonstigen Zügen der DR. Die Wagen waren in orange-beige lackiert. Sowohl die erste als auch die zweite Klasse führte zunächst ausschließlich Abteile mit sechs Sitzen. Die 60 Wagen der 2. Klasse erhielten Kunstleder- statt textilen Sitzbezügen, die Wagen der 1. Klasse wurden mit Teppichen ausgestattet. Die tschechoslowakische Dako-Bremse wurde zunächst beibehalten und erst anlässlich von RAW-Untersuchungen gegen die Bremsbauart KE getauscht. Mit Einsatz der Wagen vom Typ Z2 bekam die 2. Klasse, wie in der DDR üblich, eine durchgehende Sitzbank mit vier Plätzen, also für acht Personen je Abteil.
Unter Fahrdraht verkehrte die Baureihe 211 und Baureihe 250, später die 1984 in Serie gegangene Baureihe 243. Auf nicht elektrifizierten Strecken wurden die Züge standardmäßig mit Lokomotiven der Baureihe 132, welche die DDR ab 1973 in großer Stückzahl importierte, bespannt. Bei Lokomotivmangel oder Störungen kamen auf nicht elektrifizierten Strecken aber auch die Baureihe 118 oder gar Dampflokomotiven der Baureihe 01 oder 03 zum Einsatz. Die DR wählte für diese Züge üblicherweise ihre bestgepflegten Lokomotiven und als zuverlässig und bewährt bekannte Lokführer aus.
Avanciert zum FDJ-Jugendobjekt „Städteexpress“ stellten diese Züge ein gehobenes Reisezugangebot für den Geschäfts-, Partei- und Funktionärsverkehr der DDR dar. Dies brachte ihnen den Spitznamen „Bonzenschleuder“ ein. Hauptgrund war, dass für diesen Personenkreis ab Ende der 1970er Jahre wegen der Rohstoff- und Energie-Krise die Benutzung von Dienst-PKWs stark eingeschränkt wurde. Auch die so genannte Bauarbeiterheranführung nach Ost-Berlin mit diesen Zügen hatte eine große Bedeutung. Gab es in den ersten Jahren im Städteexpress-Verkehr nur Frühverbindungen nach und Nachmittagsverbindungen von Berlin, so wurden im Laufe der Zeit mit Wagenneulieferungen auf den Strecken nach Erfurt, Leipzig und Dresden auch Züge geführt, die morgens Berlin verließen und abends dort wieder ankamen. Alle Städteexpress-Züge führten einen Mitropa-Speisewagen aus dem Rekowagen-Programm mit. Alkoholmissbrauch in den Speisewagen führte teilweise zu einem Abgabeverbot von Bier in den Morgenstunden.
Im Gegensatz zum Intercity der Deutschen Bundesbahn hatte der DDR-Schnellverkehr nie einen regelmäßigen Takt und keine korrespondierenden Verbindungen bzw. Anschlüsse untereinander. Das Angebot bestand lediglich aus einzelnen Zugpaaren. So kann auch nicht von einem Netz gesprochen werden. Zwar war Mitte der 1980er Jahre angedacht, auch verschiedene Bezirksstädte der DDR untereinander durch Städteexpress-Züge zu verbinden, dies wurde aber aus Kapazitätsgründen nie umgesetzt. Auch bezüglich der Fahrgeschwindigkeit unterschied er sich vom westlichen Intercity. Die generell höchste zulässige Geschwindigkeit im Netz der Deutschen Reichsbahn betrug ohnehin nur 120 km/h. So hatte der schnellste Städteexpress (Berlin–Schwerin) eine durchschnittliche Reisegeschwindigkeit von 98,55 km/h, der langsamste (Berlin–Meiningen) 66 km/h. Diese Züge wurden aber operativ bevorzugt und wiesen deshalb eine relativ hohe Pünktlichkeitsrate auf. Nach der deutschen Wiedervereinigung wurden mit dem gemeinsamen DB/DR-Jahresfahrplan 1991/92 die meisten Städteexpress-Züge teils als Schnellzüge (D) geführt oder ganz abgeschafft.
Im internationalen Verkehr führten die Eisenbahnen der DDR, Polens, der Tschechoslowakei und Ungarns als hochwertiges Produkt ab 1986 den Interexpress ein. Diese Züge fuhren ebenfalls bis 1991.

## Tarif
Die Benutzung der Städteexpresszüge war zuschlagpflichtig. Der Zuschlag betrug in der 2. Klasse und Zone I (bis 300 Kilometer) 5 Mark, in Zone II (über 300 km) 8 Mark. In der 1. Klasse war der Expresszuschlag für beide Entfernungszonen jeweils doppelt so hoch wie in der zweiten. Grundsätzlich war ein Schnellzugzuschlag im Ex-Zuschlag enthalten.

## Laufwege und Wagenreihung
Die Übersicht basiert im Wesentlichen auf Literaturquelle 2.
| Name           | Startbahnhof               | Laufweg | Zielbahnhof                                                     | erster Verkehrstag | Zug- nummern                         | Wagenreihung ab 1. Tag Bme/WRge/Ame                | Wagenreihung ab 1981/82 Bmhe/ Bme/WRge/Ame                  | Wagenreihung Jahresfahrplan 1989/90 Bm(z)/WRg/A |
| -------------- | -------------------------- | --- | --------------------------------------------------------------- | ------------------ | ------------------------------------ | -------------------------------------------------- | ----------------------------------------------------------- | --- |
| Elstertal      | Gera Hbf                   | Leipzig Hbf – Flughafen Berlin-Schönefeld                                                                                   | Berlin Ostbahnhof ab 23.05.1977: Berlin-Lichtenberg             | 01.11.1976         | Ex 100/107                           | Mo: 7/1/5 Di: 6/1/5 Mi: 6/1/5 Do: 6/1/5 Fr: 7/1/5  |                                                             | 6/1/6 |
| Stoltera       | Rostock Hbf                | Oranienburg | Berlin-Lichtenberg                                              | 15.11.1976         | Ex 121/126                           | Mo: 6/1/3 Di: 5/1/3 Mi: 5/1/3 Do: 6/1/3 Fr: 6/1/3  |                                                             | 6/1/5 |
| Petermännchen  | Schwerin (Meckl) Hbf       | | Berlin-Lichtenberg                                              | 06.12.1976         | Ex 131/136                           | Mo: 5/1/3 Di: 5/1/3 Mi: 5/1/3 Do: 6/1/3 Fr: 6/1/3  | Mo: 2/5/1/3 Di: 0/5/1/3 Mi: 0/5/1/3 Do: 0/6/1/3 Fr: 2/6/1/3 | 6/1/5 |
| Börde          | Magdeburg Hbf              | seit 25.09.1977: Halt in Potsdam Hbf                                                                                        | Berlin-Lichtenberg 23.05.1977 bis 27.05.1978: Berlin Ostbahnhof | 29.11.1976         | Ex 141/146                           | Mo: 7/1/3 Di: 6/1/3 Mi: 6/1/3 Do: 6/1/3 Fr: 7/1/3  |                                                             | 7/1/5 |
| Rennsteig      | Meiningen (ab 03.45 Uhr !) | Suhl – seit 15.05.1984 Arnstadt Hbf (Lokwechsel/Zusatzwagen) – Erfurt Hbf – Halle (Saale) Hbf – Flughafen Berlin-Schönefeld | Berlin-Lichtenberg                                              | 25.10.1976         | Ex 150/157                           | Mo: 7/1/5 Di: 6/1/5 Mi: 6/1/5 Do: 7/1/5: Fr: 7/1/5 | Mo: 1/7/1/5 Di: 0/6/1/5 Mi: 0/6/1/5 Do: 1/7/1/5 Fr: 0/7/1/5 | 10/1/4 2 A + 1 Bm Mo–Do nur Berlin–Arnstadt Di–Fr Arnstadt–Berlin, Fr Berlin–Meiningen, Mo Meiningen–Berlin 3 Bm täglich nur zwischen Berlin–Arnstadt |
| Elbflorenz     | Dresden Hbf                | Dresden-Neustadt | Berlin Ostbahnhof ab 23.05.1977: Berlin-Lichtenberg             | 08.11.1976         | Ex 170/177                           | Mo: 7/1/5 Di: 6/1/5 Mi: 6/1/5 Do: 6/1/5 Fr: 6/1/5  | Mo: 1/7/1/5 Di: 1/6/1/5 Mi: 1/6/1/5 Do: 1/6/1/5 Fr: 1/6/1/5 | 7/1/6 |
| Sachsenring    | Zwickau (Sachs) Hbf        | Karl-Marx-Stadt Hbf – Flughafen Berlin-Schönefeld ab 3.06.1984: Leipzig Hbf                                                 | Berlin-Lichtenberg                                              | 22.11.1976         | Ex 172/175 ab 03.06.1984: Ex 160/167 | Mo: 6/1/3 Di: 6/1/3 Mi: 6/1/3 Do: 6/1/3 Fr: 6/1/3  | Mo: 3/6/1/3 Di: 0/6/1/3 Mi: 0/6/1/3 Do: 1/6/1/3 Fr: 3/6/1/3 | 6/1/5 |
| Fichtelberg    | Karl-Marx-Stadt Hbf        | bis 29.05.1989: Dresden-Neustadt                                                                                            | Berlin-Lichtenberg                                              | 03.06.1984         | Ex 172/175                           | unbek.                                             |                                                             | 6/1/6 |
| Lipsia         | Berlin-Lichtenberg         | | Leipzig Hbf                                                     | 27.05.1979         | Ex 161/166                           | unbek.                                             | mindestens ein Bmhe                                         | 5/1/6 |
| Berlin-Express | Berlin-Lichtenberg         | | Dresden Hbf                                                     | 02.06.1985         | Ex 171/176                           | unbek.                                             |                                                             | 5/1/5 Einsatz von Komfort-Wagen möglich |
| Berliner Bär   | Berlin-Lichtenberg         | Halle (Saale) Hbf | Erfurt Hbf                                                      | 01.06.1986         | Ex 151/156                           |                                                    | Mo: 5/1/5 Di: 5/1/5 Mi: 5/1/5 Do: 5/1/5: Fr: 7/1/5          | 5/1/3 |
| Thomaner       | Berlin-Lichtenberg         | | Leipzig Hbf                                                     | 27.05.1990         | Ex 162/163                           | unbek.                                             |                                                             | |

(Stand: 31. Mai 1991)